# Bouttencourt
Bouttencourt (picardisch: Boutincourt) ist eine nordfranzösische Gemeinde mit 929 Einwohnern (Stand 1. Januar 2022) im Département Somme in der Region Hauts-de-France. Die Gemeinde liegt im Arrondissement Abbeville und ist Teil des Kantons Gamaches.

## Geographie
Die Gemeinde liegt am rechten (nördlichen) Ufer der Bresle gegenüber dem größeren Blangy-sur-Bresle und unterhalb der Wälder des auf der Hochfläche gelegenen Bouillancourt-en-Séry. Sie erstreckt sich im Osten über die Autoroute A28 und die frühere Route nationale 28 hinaus. Im Tal unterhalb des Hauptorts liegen gegen Gamaches die Weiler Ansennes und Monthières gegenüber von Monchaux-Soreng. Die dem Lauf der Bresle folgende Bahnstrecke verläuft am südlichen, zum Département Seine-Maritime gehörenden Ufer der Bresle.

## Geschichte
Die Gründung des Prämonstratenserklosters Notre-Dame de Séry auf dem Gebiet der Gemeinde (besiedelt 1136) ging von dem Haus von Cayeux aus.

## Einwohner
| 1962 | 1968 | 1975 | 1982 | 1990 | 1999 | 2006 | 2011 |
| ---- | ---- | ---- | ---- | ---- | ---- | ---- | ---- |
| 777  | 741  | 887  | 928  | 941  | 1015 | 1046 | 1036 |

## Verwaltung
Bürgermeister (maire) ist seit 2008 André Bayart.

## Sehenswürdigkeiten
- Kirche Saint-Étienne, 1908 als Monument historique klassifiziert[1]
- Schloss von Bouttencourt
- Schloss von Monthières
- Kloster Notre-Dame de Séry